# Unter falscher Flagge
Unter falscher Flagge – album niemieckiego zespołu punkrockowego Die Toten Hosen, wydany w 1984 roku.

## Lista utworów
1. „Spiel mir das Lied vom Tod” (cover utworu „Once Upon a Time in the West” Ennio Morricone) – 2:19
2. „Liebesspieler” (von Holst, Breitkopf, Frege/Frege) – 2:50
3. „Letzte Wache” (von Holst, Breitkopf, Frege, Meurer/Frege) – 3:18
4. „Der Abt von Andex” (Trimpop, Frege, von Holst, Breitkopf/Frege, Meurer) – 3:12
5. „Der Mord an Vicky Morgan” (Trimpop, Frege, von Holst, Breitkopf, Meurer/Trimpop, Frege, Meurer) – 3:32
6. „Im Hafen ist Endstation” – 4:16
7. „Unter falscher Flagge” (Trimpop, Frege, von Holst, Breitkopf/Trimpop Frege, Meurer/Narrator: Hans Paetsch) – 4:12
8. „Sekt oder Selters” (Trimpop, Frege, von Holst, Breitkopf, Meurer/Frege) – 3:56
9. „Der Schandfleck” (Frege, von Holst, Breitkopf/Frege) – 2:56
10. „Betrunken im Dienst” (Trimpop, Frege, von Holst, Breitkopf, Meurer/Trimpop, Frege, Meurer) – 2:20
11. „Shake Hands” (cover Drafi Deutscher) – 2:13
12. „Warten auf dich” (Trimpop, Frege, von Holst, Breitkopf/Frege) – 3:40
13. „Im Hafen ist Endstation 2" – 1:12

## Lista utworów (reedycja z 2007 roku)
1. „Spiel mir das Lied vom Tod” – 1:14
2. „Es ist vorbei” (Frege, von Holst/Frege, Meurer, Trimpop) – 2:27
3. „Till to the Bitter End” (angielska wersja „Bis zum bitteren Ende”, Frege/Frege) – 2:48
4. „Seafever” (Breitkopf, Frege, von Holst, Meurer, Trimpop/Frege) – 3:38
5. „Hofgarten” (Breitkopf, von Holst, Meurer/von Holst) – 1:41
6. „Hip Hop Bommi Bop” (Breitkopf, Frege, von Holst, Meurer, Trimpop/Meurer, Trimpop) – 4:26
7. „Faust in der Tasche” (Frege, von Holst/Frege) – 3:55
8. „Head over Heels” (Trimpop/Frege) – 4:05
9. „La historia del pescador Pepe” (Breitkopf, Frege, von Holst, Meurer, Trimpop/Frege) – 3:17
10. „Schöne Bescherung” (Breitkopf, Frege, von Holst, Meurer, Trimpop/Frege) – 2:23
11. „Vom Surfen und vom Saufen” (Breitkopf/Frege) – 2:49
12. „Der Schandfleck” – 2:43
13. „Unter falscher Flagge” – 3:58

## Single
- 1984 „Liebesspieler”

## Skład zespołu
- Campino – wokal
- Andreas von Holst – gitara
- Michael Breitkopf – gitara
- Andreas Meurer – gitara basowa
- Trini Trimpop – perkusja